# Noroy-le-Bourg
Noroy-le-Bourg là một xã ở tỉnh Haute-Saône trong vùng Bourgogne-Franche-Comté phía đông nước Pháp.